# Mexico City Challenger 1980
Il Mexico City Challenger 1980 è stato un torneo di tennis facente parte della categoria ATP Challenger Series nell'ambito dell'ATP Challenger Series 1980. Il torneo si è giocato a Città del Messico in Messico dal 29 settembre al 5 ottobre 1980 su campi in cemento.

## Vincitori

### Singolare
Jorge Andrew ha battuto in finale  Scott McCain con il punteggio di 6–3, 6–4

### Doppio
Scott McCain /  Larry Stefanki hanno battuto in finale  Glen Holroyd /  Craig Wittus con il punteggio di 6–3, 6–3